# Summer Dreams
Summer Dreams är The Accidents tredje studioalbum, utgivet 2007 på  Burning Heart Records.

## Låtlista
1. "20.000 Drinks Ago" - 2:29
2. "City Saint" - 2:58
3. "Wrapped in Linnen" - 1:45
4. "Runaway (with Me)" - 4:16
5. "I’ve Got the Money (Do You Got the Time)" - 2:01
6. "Wired" - 2:40
7. "I Just Want to Take You Home" - 3:16
8. "Weight of the World" - 1:56
9. "Hard Life" - 2:02
10. "Summer of Dreams" - 5:21
11. "Rocha-Gil-ly Rebel" - 1:29
12. "Amanda" - 1:55

### Fotnoter
1. ↑  ”Summer Dreams”. Discogs.com. http://www.discogs.com/Accidents-Summer-Dreams/release/1950905. Läst 1 april 2012.